# Rasoul Chatibi
Rasoul Paki Chatibi (per. رسول خطیبی, ur. 22 września 1978 w Tebrizie) – irański piłkarz grający na pozycji napastnika.

## Kariera klubowa
Chatibi piłkarską karierę rozpoczął w klubie Maszin Sazi Tebriz. W jego barwach występował w drugiej lidze, a w 1996 roku przeszedł do lokalnego rywala, Teraktor Sazi Tebriz idąc tym samym w ślady brata, Hossejna Chatibiego. W barwach Teraktoru zadebiutował pierwszej lidze i występował tam do 1998 roku. Wtedy na jeden sezon przeniósł się do PAS Teheran.
W 1999 roku Chatibi trafił do niemieckiego Hamburger SV. W Bundeslidze zadebiutował 12 grudnia w zremisowanym 2:2 spotkaniu z Bayerem 04 Leverkusen. Łącznie wystąpił w 4 spotkaniach ligowych i zajął z HSV 3. miejsce w lidze.
W 2000 roku Rasoul powrócił do Iranu. Został zawodnikiem stołecznego Esteghlal Teheran i wywalczył z nim mistrzostwo Iranu, swoje pierwsze karierze. W latach 2001–2003 ponownie występował w PAS Teheran i w swoim drugim sezonie został wicemistrzem kraju. Latem 2003 przeszedł do Sepahan Isfahan. W 2004 i 2006 roku zdobywał Puchar Iranu.
W czerwcu 2006 roku Chatibi podpisał kontrakt z klubem Nadi asz-Szarika ze Zjednoczonych Emiratów Arabskich odrzucając tym samym ofertę z hiszpańskiego drugoligowca, CD Tenerife. W 2007 roku za 700 tysięcy dolarów przeszedł do innego klubu z ZEA, Emirates Club. Dołączył do swojego rodaka, Rezy Enajatiego.
Po sezonie spędzonym w tym zespole Chatibi przeszedł do drużyny Al Dhafra Club, a od 2009 roku jest graczem Sepahan. Następnie grał w takich klubach jak: Gostaresz Fulad, Teraktor Sazi Tebriz, Mashin Sazi Tebriz i Gostaresz Fulad.

## Kariera reprezentacyjna
W reprezentacji Iranu Chatibi zadebiutował 15 lutego 1999 w wygranym 2:1 meczu z Kuwejtem. W 2006 roku Branko Ivanković powołał go do kadry na Mistrzostwa Świata w Niemczech, na których wystąpił we dwóch meczach grupowych: przegranym 0:2 z Portugalią oraz zremisowanym 1:1 z Angolą. W 2007 roku wystąpił w Pucharze Azji 2007 – dotarł do ćwierćfinału.